# Toshiba HX-20
Toshiba HX-20 (HX-20 / HX-21 / Pasopia IQ) је кућни рачунар фирме Toshiba који је почео да се производи у Јапану током 1984. године.
Користио је Z80A микропроцесорску јединицу а RAM меморија рачунара је имала капацитет од 64 kb. 
Као оперативни систем кориштен је MSX DOS.

## Детаљни подаци
Детаљнији подаци о рачунару HX-20 су дати у табели испод.
|                       |                                                                       |
| [ 1 ]                 |                                                                       |
| Произвођач            |                                                                       |
| Тип                   | кућни рачунар                                                         |
| Меморија              | 64                                                                    |
| Поријекло             | Јапан                                                                 |
| Година                | 1984                                                                  |
| Тастатура             | QWERTY механичка тастатура са 4 функцијска тастера, и тастери смјера. |
| Процесор              |                                                                       |
| Фреквенција процесора | 3,6                                                                   |
| RAM                   | 64                                                                    |
| ROM                   | 32                                                                    |
| Текст                 | мод 0 : 40 x 24                                                       |
| Графика               | мод 2 : 256 x 192 са 16 боја (Hires мод)                              |
| Боја                  | 16                                                                    |
| Звук                  | General Instruments AY-3-8910 програмибилни генератор звука           |
| Димензије             | 370 x 245 x 60 / 2,8                                                  |
| Портови               |                                                                       |
| Оперативни систем     |                                                                       |